# 聖母子と幼子洗礼者聖ヨハネ、聖バルバラ
『聖母子と幼児洗礼者聖ヨハネ、聖バルバラ』（せいぼしとようじせんれいしゃせいヨハネ、せいバルバラ、伊: Madonna col Bambino tra i santi Giovannino e Barbara、英: Madonna col Bambino tra i santi Giovannino e Barbara）は、イタリア・マニエリスム期の画家ダニエレ・ダ・ヴォルテッラが1545-1547年ごろに板上に油彩で描いた絵画である。現在、フィレンツェのウフィツィ美術館に所蔵されている。ダニエレは生涯の画業でフレスコ画、漆喰装飾、ブロンズ作品を好んだが、この絵画は同じくウフィツィ美術館所蔵の『砂漠のエリア』、『幼児虐殺』などとともに画家が制作したわずかな板絵のうちの1点である。

## 歴史
ベネデット・ファンルコンチーニ (Benedetto Falconcini) の『エロ―ジオ (Elogio)』によると、本作と『砂漠のエリア』は、エルチ (Elci) のパンノッキエスキ伯爵の手中に入る前の1772年にはまだヴォルテッラ在中の画家の末裔に所蔵されていた。1979年に輸出禁止措置が取られたこの絵画は、個人が所有していたダニエレ・ダ・ヴォルテッラの最後の作品であったが、ウフィツィ美術館が2019年の9月に取得した。

## 作品
聖母マリアの後ろにある灰色の石でできた円柱型の塔は、彼女の堂々とした身体像の背景となっている。聖母は椅子に寄りかかって幼子イエス・キリストを抱き、幼児洗礼者聖ヨハネが「ecce agnus dei (見よ、神の仔羊)」と書かれた巻物を広げるのを手助けしている。彼らの右側には聖バルバラがいるが、彼女は緑色の衣服にピンク色のショールと大きな黄土色のマントを羽織っており、古代彫刻を彷彿とさせる髪形をした彼女の四角い顔は目立つ。
聖バルバラは本作において重要な人物像である。というのは、画家は彼女にいくらかアクロバット的なポーズを付与し、彼女の姿を空間の奥行きを定義する前面短縮法で前面に移動させているからである。背後の塔は聖バルバラの悲劇的な物語の象徴で、中世の『黄金伝説』によれば、彼女が改宗したキリスト教を棄てさせるために父親は彼女を塔に幽閉した。彼女が棄教を拒むと、胸の切除を含むあらゆる拷問を受けた。そのため、画面で彼女の服の襟元は下げられ、乳首を露わにしている。
ダニエレはローマに定住し、ラファエロの弟子の中で最も才能のあったペリーノ・デル・ヴァーガの工房で学んだ後に独立した。本作に見られる4人の人物像を1つの円形の調和した動きの中に関連付けるダニエレの能力は、ペリーノ・デル・ヴァーガに負うものである。しかし、色彩で塑像されたような彫刻的な形態は、ミケランジェロを研究したこと、そしてシスティーナ礼拝堂に数年前に完成したミケランジェロの祭壇画『最期の審判』を熟知していたことにもとづいている。ミケランジェロにならって、この絵画でダニエレは注意深く計算された前面短縮法を用いており、それは洗礼者聖ヨハネの巻物を支えようと前面に伸ばされた聖母の腕、聖バルバラの配置方法、イエスの動きなどに見て取れる。